# Vĩnh Bình, Chợ Lách
Vĩnh Bình là một xã thuộc huyện Chợ Lách, tỉnh Bến Tre, Việt Nam.
Xã Vĩnh Bình có diện tích 19,93 km², dân số năm 1999 là 10599 người, mật độ dân số đạt 532 người/km².